# Фернандес Урбьета, Роберто
Робе́рто Ферна́ндес Урбье́та (исп. Roberto Fernández Urbieta; род. 7 июня 2000, Консепсьон) — парагвайский футболист, защитник  клуба «Динамо» Москва.

## Клубная карьера
Фернандес — воспитанник столичного клуба «Гуарани». В 2019 году в матче против столичного «Ривер Плейта» он дебютировал в парагвайской Примере. 15 августа 2021 года в поединке против «Спортиво Лукеньо» Роберто забил свой первый гол за «Гуарани». Летом 2022 года Фернандес перешёл в московское «Динамо», подписав контракт на 5 лет. Сумма трансфера составила 3 млн. евро. 30 июля в матче против воронежского «Факела» он дебютировал в РПЛ. 7 августа в поединке против самарских «Крыльев Советов» Роберто забил свой первый гол за «Динамо». 28 апреля 2023 года принял участие в матче, приуроченном к столетию клуба, против воронежского «Факела» (0:2).

## Карьера в сборной
В 2017 году в составе юношеской сборной Парагвая Фернандес принял участие в юношеском чемпионате Южной Америке в Чили. На турнире он сыграл в матчах против команд Аргентины, Перу, Эквадора, Чили, Колумбии, а также дважды против Венесуэлы и Бразилии. В поединках против бразильцев, эквадорцев и венесуэльцев Роберто забил три гола.
В том же году Фернандес принял участие в юношеском чемпионате мира в Индии. На турнире он сыграл в матчах против команд Мали, США и Новой Зеландии.
В 2019 году в составе молодёжной сборной Парагвая Фернандес принял участие в молодёжном чемпионате Южной Америки в Чили. На турнире он сыграл в матчах против команд Эквадора, Аргентины, Перу и Уругвая. В поединке против перуанцев Брайан забил гол.